# Leonid Pawlowitsch Potapow
Leonid Pawlowitsch Potapow (russisch Леонид Павлович Потапов, Aussprache [lʲɪaˈnʲiˑt ˈpaˑvɫəvʲɪtʃʲ paˈtaˑpɐf]) (* 6. Juli 1905 in Barnaul; † 9. Oktober 2000 in Komarowo) war ein sowjetischer Ethnologe und Historiker, der sich vor allem mit der Kultur der Altaier, Schoren, Chakassen, Tuwiner und anderer Völker Südsibiriens befasste.

## Biografie
Potapow wurde in Barnaul geboren, besuchte dort die Mittelschule und begann danach ein Studium der Ethnografie an der Geografischen Fakultät der Staatlichen Universität Leningrad. 1925, 1926 und 1927 sammelte er bei Forschungsreisen Material im Altai.
Nach seinem Studienabschluss im Jahr 1928 trat Potapow eine Stelle beim Volkskommissariat für Bildungswesen (Narkompros) der Usbekischen SSR an und organisierte Expeditionen in entlegene Gebiete der Republik.
1930 wurde Potapow Aspirant der Akademie der Wissenschaften der UdSSR. Außerdem leitete er die Sibirische Abteilung und den ethnografischen Teil des Museums für Anthropologie und Ethnografie in Leningrad. 
1939 verteidigte Potapow seine Dissertation als Kandidat der Geschichtswissenschaften. Während der Belagerung Leningrads durch die faschistischen deutschen Truppen beteiligte er sich an der Verteidigung der Stadt, setzte auch seine wissenschaftliche Arbeit fort und bereitete die Evakuierung der Sammlungen des Museums vor. 1942 ging er nach Nowosibirsk und von dort nach Barnaul und Gorno-Altajsk, wo er für kurze Zeit am Pädagogischen Institut unterrichtete.
1946 erlangte Potapow den Titel eines Professors. Die folgenden elf Jahre verbrachte er vor allem mit Forschungsreisen zu den Altaiern, Schoren, Chakassen und Tuwinern und befasste sich mit Schamanismus und anderen vorislamischen Religionen der Völker Zentralasiens. 1948 veröffentlichte er in Nowosibirsk seine Очерки по истории алтайцев (Aufsätze über die Geschichte der Altaier), für die er den Stalinpreis erhielt.
1957 bis 1966 führte Potapow Forschungsreisen und archäologische Arbeiten bei den Tuwinern durch und befasste sich mit deren Ethnogenese und Geschichte. Seine Aufsätze aus dieser Zeit wurden zum Teil auch auf Englisch von der University of Chicago publiziert. Er nahm auch an wissenschaftlichen Kongressen in Westeuropa teil. Zu seinen Schülern gehörte Tschuner Taksami.

## Bedeutung
Potapow begründete eine wissenschaftliche Schule der Erforschung der Völker Sibiriens, besonders in der Region Sajan-Altai. Zu seinen wichtigsten Beiträgen zählen seine Arbeiten über den Schamanismus im Altai. Neben dem Stalinpreis wurde er u. a. 1996 mit der Goldmedaille der Permanent International Altaistic Conference ausgezeichnet, die vor ihm schon die russischen Forscher Nikolaus Poppe, Wera I. Zinzius, Nikolaj A. Baskakow und Aleksandr M. Stscherbak erhalten hatten.